# بلاط، حمص
بلاط (به عربی: بلاط) یک روستا در سوریه است که در استان حمص واقع شده‌است. بلاط ۵۷۴ نفر جمعیت دارد.